# Xiphocolaptes albicollis
A Xiphocolaptes albicollis a madarak osztályának verébalakúak (Passeriformes) rendjébe valamint a fazekasmadár-félék (Furnariidae) családjába tartozó faj.

## Rendszerezése
A fajt Louis Pierre Vieillot francia ornitológus írta le 1818-ban, a Dendrocopus nembe  Dendrocopus albicollis néven.

## Alfajai
- Xiphocolaptes albicollis albicollis (Vieillot, 1818)
- Xiphocolaptes albicollis bahiae Cory, 1919
- Xiphocolaptes albicollis villanovae Lima, 1920[2]

## Előfordulása
Dél-Amerika keleti részén, Argentína, Brazília és Paraguay területén honos. Természetes élőhelyei a szubtrópusi és trópusi síkvidéki és hegyi esőerdők. Állandó, nem vonuló faj.

## Megjelenése
Testhossza 33 centiméter, testtömege 110-130 gramm.
|  |

## Életmódja
Többnyire ízeltlábúakkal táplálkozik, de csigákat, madár tojásokat, és néha kisebb gerinceseket is fogyaszt.

## Természetvédelmi helyzete
Az elterjedési területe nagyon nagy, egyedszáma viszont csökken, de még nem éri el a kritikus szintet. A Természetvédelmi Világszövetség Vörös listáján nem fenyegetett fajként szerepel.

## További információ
- Képek az interneten a fajról
- Internet Bird Collection - videók a fajról
- Xeno-canto.org - a faj hangja és elterjedési területe